# Xeralictus
Xeralictus is een geslacht van vliesvleugelige insecten uit de familie Halictidae. De wetenschappelijke naam werd gepubliceerd in 1927 door Theodore Dru Alison Cockerell.
Xeralictus-soorten zijn vrij grote, solitair levende bijen die voorkomen in woestijngebieden en rotsachtige canyons in het zuidwesten van de Verenigde Staten (Zuid-Californië, Nevada, Arizona) en het naburige deel van Mexico (Baja California).
Er zijn tot nu toe twee soorten beschreven, Xeralictus timberlakei Cockerell en Xeralictus bicuspidariae Snelling & Stage.
De vrouwtjes van deze twee soorten zijn oligolectisch, wat betekent dat ze van een klein aantal specifieke bloemensoorten stuifmeel verzamelen. Xeralictus zoeken bij voorkeur stuifmeel op bloemen van Mentzelia, een geslacht uit de familie Loasaceae. P.H. Timberlake verzamelde X. timberlakei in 1927 op Mentzelia involucrata. X. bicuspidariae is genoemd naar Bicuspidaria, een sectie van het geslacht Mentzelia.